# Code de l'urbanisme (France)
Lire en ligne

Lire sur Légifrance

Code de l'urbanisme et de l'habitation
Le code de l’urbanisme regroupe et organise, dans un code en droit français, les textes législatifs et réglementaires relatifs au droit de l'urbanisme.

## Histoire
Le code de l'urbanisme et de l'habitation est créé par le décret no 54-766 du 26 juillet 1954.
Dans les années 1970, le code est en quelque sorte divisé. Un nouveau code de l'urbanisme est institué en 1973 par les décrets nos 73-
1022 et 73-1023 du 8 novembre 1973. Les dispositions concernant le bâtiment et le logement sont transposées dans un code de la construction et de l'habitation en 1978.

## Suites du Grenelle de l'environnement
Le Chapitre II du projet de loi Grenelle II modifie et complète le code de l’urbanisme, pour une meilleure prise en compte de l'environnement, en précisant certains objectifs de la planification :
- lutte contre le réchauffement climatique ;
- réduction des émissions de gaz à effet de serre ;
- lutte contre l’étalement urbain ;
- aménagement économe de l’espace et des ressources ;
- préservation et restauration de la biodiversité et des continuités écologiques.

Les schémas de cohérence territoriale, pour mieux intégrer le développement commercial, les transports et de l'habitat dans l'urbanisme prendront les objectifs
- du programme local de l'habitat,
- du plan de déplacement urbain et
- du schéma de développement commercial

Le plan local d'urbanisme intègre ces mêmes objectifs aux échelles intercommunales.
L'article 4 du projet Grenelle II vise à faciliter l'installation de dispositif individuel de production d’énergie renouvelable ou de tout matériau renouvelable (bois...) permettant d’éviter des émissions de gaz à effet de serre ou la pose de toitures végétalisées ou retenant les eaux pluviales... sauf là où existent des régimes de protection particuliers (périmètres protégés, secteurs sauvegardés, c'est-à-dire sur une grande partie des zones les plus urbanisées).
L'article 5 (Chap III) autorise des directives territoriales d’aménagement et de développement durable.

## Plan du code
- Livre Ier : réglementation de l'urbanisme
- Livre II : préemption et réserves foncières
- Livre III : aménagement foncier
- Livre IV : régime applicable aux constructions, aménagements et démolitions
- Livre V : implantation des services, établissements et entreprises
- Livre VI : organismes consultatifs et dispositions diverses